# Лін'у
Лін'у (кит. спр. 灵武市, піньїнь: Língwŭ Shì) — місто-повіт в Нінся-Хуейському автономному районі, складова міста Їньчуань.

## Географія
Лін'у розташовується на висоті понад 1100 метрів над рівнем моря, лежить на річці Хуанхе.

### Клімат
Місто знаходиться у зоні, котра характеризується кліматом пустель помірного поясу. Найтепліший місяць — липень із середньою температурою 23.4 °C. Найхолодніший місяць — січень, із середньою температурою -7.2 °С.
| Клімат Лін'у            | Клімат Лін'у | Клімат Лін'у | Клімат Лін'у | Клімат Лін'у | Клімат Лін'у | Клімат Лін'у | Клімат Лін'у | Клімат Лін'у | Клімат Лін'у | Клімат Лін'у | Клімат Лін'у | Клімат Лін'у | Клімат Лін'у |
| Показник                | Січ.         | Лют.         | Бер.         | Квіт.        | Трав.        | Черв.        | Лип.         | Серп.        | Вер.         | Жовт.        | Лист.        | Груд.        | Рік          |
| Середній максимум, °C   | 0,6          | 5,1          | 11,7         | 19,7         | 24,7         | 28,3         | 29,9         | 28,2         | 23,9         | 17,6         | 8,7          | 1,9          | 16,7         |
| Середня температура, °C | −7,2         | −2,9         | 3,9          | 11,6         | 17,4         | 21,4         | 23,4         | 21,4         | 16,1         | 9            | 1,5          | −5           | 9,2          |
| Середній мінімум, °C    | −13,3        | −9,4         | −2,7         | 3,8          | 9,5          | 14           | 16,9         | 15,2         | 9,6          | 2,1          | −3,7         | −10,4        | 2,6          |
| Норма опадів, мм        | 1.2          | 2            | 5.6          | 10.9         | 21           | 25.6         | 38.8         | 42.5         | 25.8         | 11.6         | 2.6          | 0.7          | 188.3        |
| Вологість повітря, %    | 52           | 47           | 45           | 41           | 50           | 58           | 66           | 70           | 70           | 64           | 60           | 56           | 56.6         |
| ----------------------- | ------------ | ------------ | ------------ | ------------ | ------------ | ------------ | ------------ | ------------ | ------------ | ------------ | ------------ | ------------ | ------------ |
| Джерело: data.cma.cn    |              |              |              |              |              |              |              |              |              |              |              |              |              |